# Jean de Myre
Jean de Myre était un évêque du IVe siècle, qui est aujourd’hui reconnu comme saint par l'Eglise catholique et orthodoxe.

## Biographie
Jean vivait au IVe siècle en Lycie, dans l'actuelle Turquie. Pendant plusieurs années, il fut l'évêque de la ville de Myre (ancienne ville antique). Il était connu pour avoir fondé le monastère Sainte-Sion, près de Patare mais aussi pour être l'oncle de saint Nicolas de Myre. C'est Jean de Myre qui poussa son neveu Nicolas à s'engager dans le sacerdoce et c'est lui qui l'ordonna prêtre. Lorsque Jean devint âgé, il demanda à son neveu Nicolas de devenir son auxiliaire. Vers la fin de sa fin, l'archevêque Jean de Myre partit en voyage en Terre-Sainte. À son retour, il était très épuisé et malade. Il mourut quelque temps plus tard et, fut certainement enterré dans le monastère Sainte-Sion. Après ses funérailles, tous les évêques de la région se réunirent pour désigner son successeur, et choisirent son neveu Nicolas de Myre. 
Saint Jean de Myre est reconnu comme saint de l'Église catholique et orthodoxe.